# Eurysternus nigrovirens
Eurysternus nigrovirens är en skalbaggsart som beskrevs av François Génier 2009. Eurysternus nigrovirens ingår i släktet Eurysternus och familjen bladhorningar. Inga underarter finns listade i Catalogue of Life.